# گاروانوو
گاروانوو (به لاتین: Garvanovo) یک منطقهٔ مسکونی در بلغارستان است که در شهرستان هاسکوفو واقع شده‌است.